# Saint-Bonnet-le-Chastel
Saint-Bonnet-le-Chastel is een gemeente in het Franse departement Puy-de-Dôme (regio Auvergne-Rhône-Alpes) en telt 252 inwoners (1999). De plaats maakt deel uit van het arrondissement Ambert.

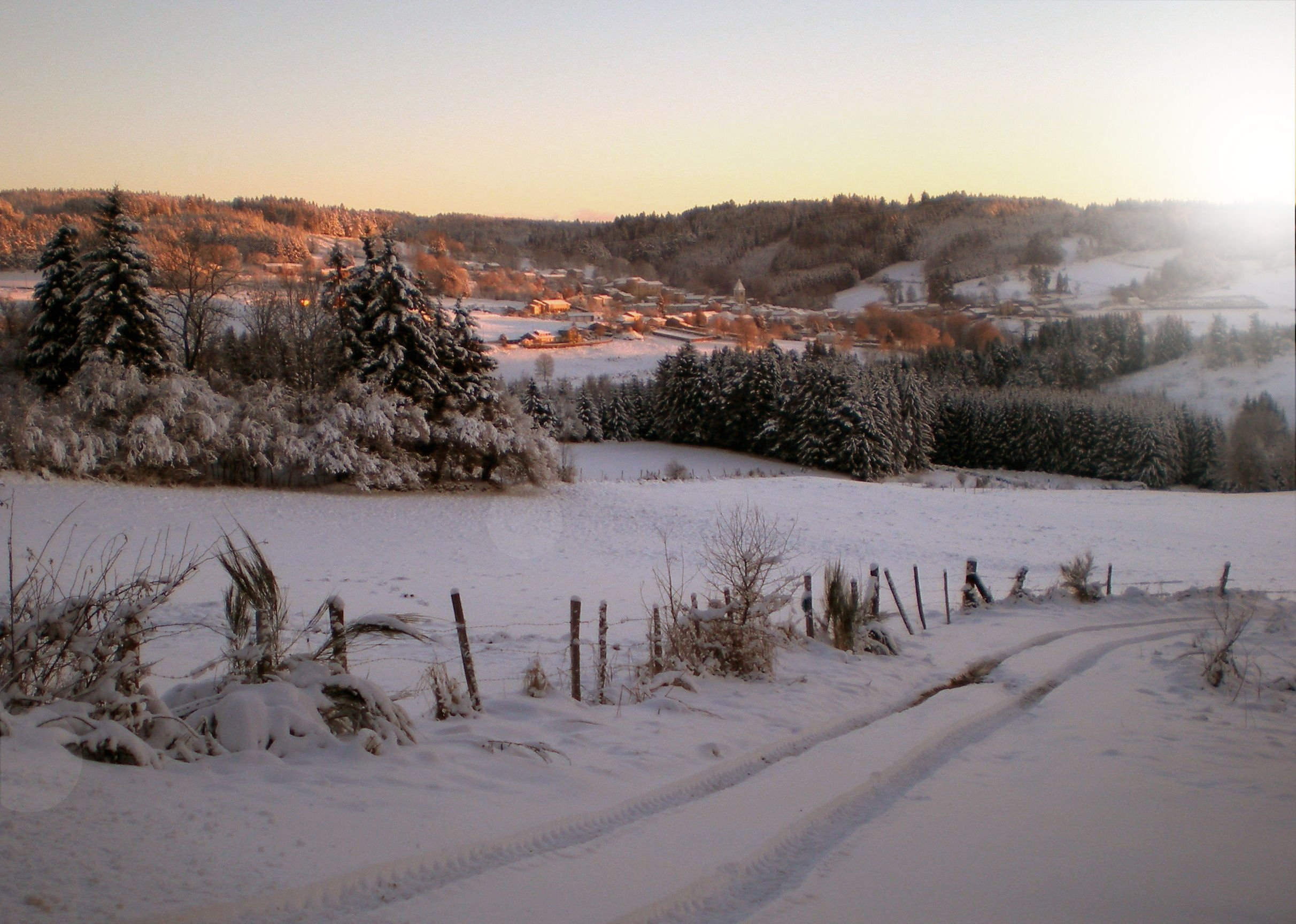

## Geografie
De oppervlakte van Saint-Bonnet-le-Chastel bedraagt 24,6 km², de bevolkingsdichtheid is 10,2 inwoners per km².
De onderstaande kaart toont de ligging van Saint-Bonnet-le-Chastel met de belangrijkste infrastructuur en aangrenzende gemeenten.

## Demografie
Onderstaande figuur toont het verloop van het inwonertal (bron: INSEE-tellingen).